# Rodolfo di Hochberg
Rodolfo di Hochberg, conte di Neuchâtel (Rothelin, 1427 – Rothelin, 12 aprile 1487), è stato un nobile svizzero.

## Biografia
Rodolfo era figlio del nobile svizzero Guglielmo di Hochberg e di sua moglie, Elisabetta di Montfort-Bregenz. Egli era inoltre nipote di Ottone di Hochberg che nel 1441 aveva sposato Margherita di Vienne, figlia di Guglielmo e nipote per matrimonio di Giovanni di Friburgo, conte di Neuchâtel.
Quando Giovanni morì senza eredi nel 1458, si aprì una disputa per la sua successione tra Rodolfo e Luigi di Chalon, principe di Orange. Il principe d'Orange riteneva che la contea gli spettasse di diritto dal momento che Giovanni aveva sposato sua sorella Maria nel 1416 e quindi egli era il suo parente più prossimo. Rodolfo, invece, faceva valere i suoi diritti di parentela diretta col conte di Neuchâtel. Fu quest'ultimo infine a riuscire a prevalere e nel 1458 venne prescelto dal consiglio di stato quale nuovo conte successore.
In quello stesso anno egli venne nominato ciambellano del duca Filippo il Buono di Borgogna e marchese di Roghelin. Prese parte alla guerre du Bien public del 1465 e venne poi nominato co-borghese di Berna e Soletta, negoziando un trattato tra il duca di Borgogna ed i cantoni confederati della Svizzera nel 1467. Carlo il Temerario, successore del duca Filippo, lo nominò governatore del Lussemburgo nel 1468. Prese parte all'assedio di Liegi e comandò il contingente lussemburghese in Lorena nel 1470-71, per poi guidare i negoziati in Alsazia. La sua posizione nelle guerre di Borgogna (1474-1477) fu estremamente delicata; per la situazione dei suoi possedimenti, egli si trovò a metà tra le ambizioni territoriali del "Temerario" e le sue aspirazioni d'imperialismo che lo fecero poi optare per una politica favorevole maggiormente ai confederati svizzeri più che ai duchi borgognoni. La fine delle guerre di Borgogna segnò il termine della sua carriera diplomatica e militare. La sua politica di mediazione tra Svizzera e Borgogna aveva evitato lo scoppio di numerose guerre che queste stesse intaccassero i suoi domini.
Morì nel 1487. Sulla contea e sulla città di Neuchâtel egli portò avanti una politica di efficace rinforzo del potere comitale, creando diversi vassalli locali, il che contribuì a mantenere gli interessi interni e nel contempo l'indipendenza dei suoi domini.

## Matrimonio e figli
Rodolfo sposò Margherita di Vienne, dalla quale ebbe un solo figlio:
- Filippo

Da una relazione con N. Keller ebbe anche un figlio naturale:
- Olivier